# L'Enciclopèdia på valencianska
L'Enciclopèdia på valencianska är en online uppslagsbok om Valencia (Spanien) skriven på valencianska under GFDL-licens som körs på MediaWiki.
Det grundades av bidragsgivare som ett oberoende projekt den december 2007. Encyclopedia hade 30 292 bidrag den 11 november 2023.

## Statistik
Totalt antal artiklar över tiden:
| Datum             | Artiklar |
| ----------------- | -------- |
| december, 2007    | -        |
| 7 mars 2009       | 500      |
| 7 maj 2009        | 1.000    |
| 18 juni 2009      | 5.000    |
| 26 december 2014  | 10.000   |
| 28 juni 2019      | 15.000   |
| 24 november 2020  | 20.000   |
| 14 september 2022 | 25.000   |
| 21 oktober 2023   | 30.000   |
| 31 augusti 2024   | 35.000   |
| 12 augusti 2025   | 40.000   |